# Cereus adelmarii
Cereus adelmarii es una especie de la familia Cactaceae, endémica de Brasil en Mato Grosso.  Es una especie rara en las colecciones. Actualmente es un sinónimo de Cereus phatnospermus.

## Descripción
Es una planta arbustiva postrada con tallos erectos de hasta 90 cm de largo y de 3 a 7 cm de diámetro con 5 o 6 costillas, 1 espina central de hasta 3,5 cm de largo y 5 radiales. Las flores son nocturnas, de color blanco y hasta 25 cm de largo, seguidas por frutos globosos de unos 5 cm de diámetro.

## Taxonomía
Cereus adelmarii fue descrita por (Rizzini & A.Mattos) P.J.Braun y publicado en Bradleya 6: 86 (1988)
Etimología
Cereus: nombre genérico que deriva del término latíno cereus = "cirio o vela" que alude a su forma alargada, perfectamente recta".
Sinonimia
- Monvillea adelmarii
- Cereus phatnospermus ssp. adelmarii[3][4][5]